# Frank Bompensiero
Frank "Bomp" Bompensiero (29 de setembro de 1905 — 10 de fevereiro de 1977) foi por muito tempo um capo da Máfia de Los Angeles, mas rebaixado a soldado após a saída de Jack Dragna na década de 1950, dando o cargo a Frank "Lawyer" DeSimone.

## O Homem de Negócios
Bompensiero participou de operações de agiotagem, jogatina e assassinato de aluguel em San Diego, California e foi parceiro de Aladena "Jimmy the Weasel" Fratianno. Bompensiero também fazia negócios em Las Vegas com Moe Dalitz, Anthony "Tony the Ant" Spilotro e John "Johnny Ross" Roselli. Frank e Anthony Spilotro começaram a operação de agiotagem depois de se tornarem amigos no início da década de 1970.
Em novembro de 1975, Bompensiero ajudou Spilotro a localizar Tamara Rand, uma investidora e corretora de imóveis milionários em San Diego. Allen Glick estava sendo pressionado por Tamara Rand a cumprir uma promessa feita a ela e emprestar US$ 2.000.000,00. Tony Spilotro atacou-a na casa dela atirando na cabeça por trás, o que a fez cair, e três vezes no queixo, para matá-la de vez.

## O Informante
Bompensiero estava furioso com a administração da Família de Los Angeles, o que o fez ficar afastado deles. Além disso, Bompensiero foi um informante do FBI (assim como seu principal parceiro, Jimmy Fratianno). No entanto, "Bomp", era um gangster extremamente cuidadoso (assim como a maioria dos informantes) e recusava-se a matar. A Família de Los Angeles promoveu-o de soldato a consigliere para baixar sua guarda. Assim, Frank "Bomp" Bompensiero foi assassinato em 10 de fevereiro de 1977 em uma cabine telefônica em San Diego. Ele foi morto por um pistola caliber .22 a uma curta distância. Outros foram condenados pelo assassinato, como o chefe de Los Angeles na época, Dominick Brooklier, cujo nome real era Dominic Bruccoleri.

## Cultura Popular
- O personagem de Família Soprano Salvatore "Big Pussy" Bompensiero, interpretado por Vincent Pastore, teve muita inspiração no personagem da vida real Frank Bompensiero.